# Château Mage
Le château Mage était un château situé à Mouret, en France. Il n’en existe aujourd’hui plus de trace.

## Localisation
Le château était situé sur la commune de Mouret, dans le département français de l'Aveyron.

## Historique
L'édifice est classé au titre des monuments historiques en 1995.